# Noël Perrotot
Noël Perrotot, dit Montreal, né le 24 décembre 1914 à Mornay et mort le 10 novembre 1971 à Oyonnax, est un militaire et résistant français, commandant le groupement nord des maquis de l'Ain.

## Biographie

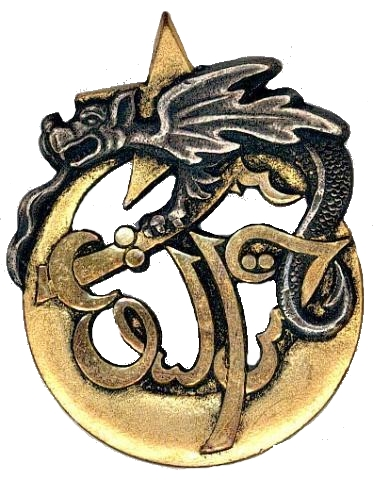
Insigne régimentaire du 3e R.T.A

Engagé en devançant l'appel le 20 octobre 1934 comme soldat au 134e régiment d'infanterie, il est nommé aspirant le 1er mai 1940 après son passage à l’École militaire de Saint-Maixent. Il est affecté en 1941 en Algérie comme lieutenant au 3e régiment de tirailleurs algériens.
En permission en France, il ne peut retourner en Algérie, en raison du débarquement des Alliés en Afrique. En juillet 1943, il rencontre Henri Romans-Petit alors qu'il cherche à rejoindre l'Afrique du Nord par l'Espagne. Originaire de l'Ain, il participe au développement des Maquis de l'Ain et du Haut-Jura.
En 1943, il fait partie de l'équipe qui organise le défilé du 11 novembre 1943 à Oyonnax.
Fin mai 1944, l’état-major de Londres prévoyant de bombarder la gare de Bourg-en-Bresse si la Résistance n'est pas en mesure de saboter tous les aiguillages principaux, Noël Perrotot reçoit la mission d'effectuer ce sabotage le plus rapidement possible. L'opération est un succès qui évite à Bourg-en-Bresse un bombardement aérien. Trente-huit locomotives et plusieurs aiguillages sont sabotés. L’état-major interallié adresse au maquis de l'Ain de très vives félicitations.
Les unités de Noël Perrotot supportent également l'attaque allemande de juillet 1944 (opération Treffenfeld) et retardent de 48 heures la prise d'Oyonnax.

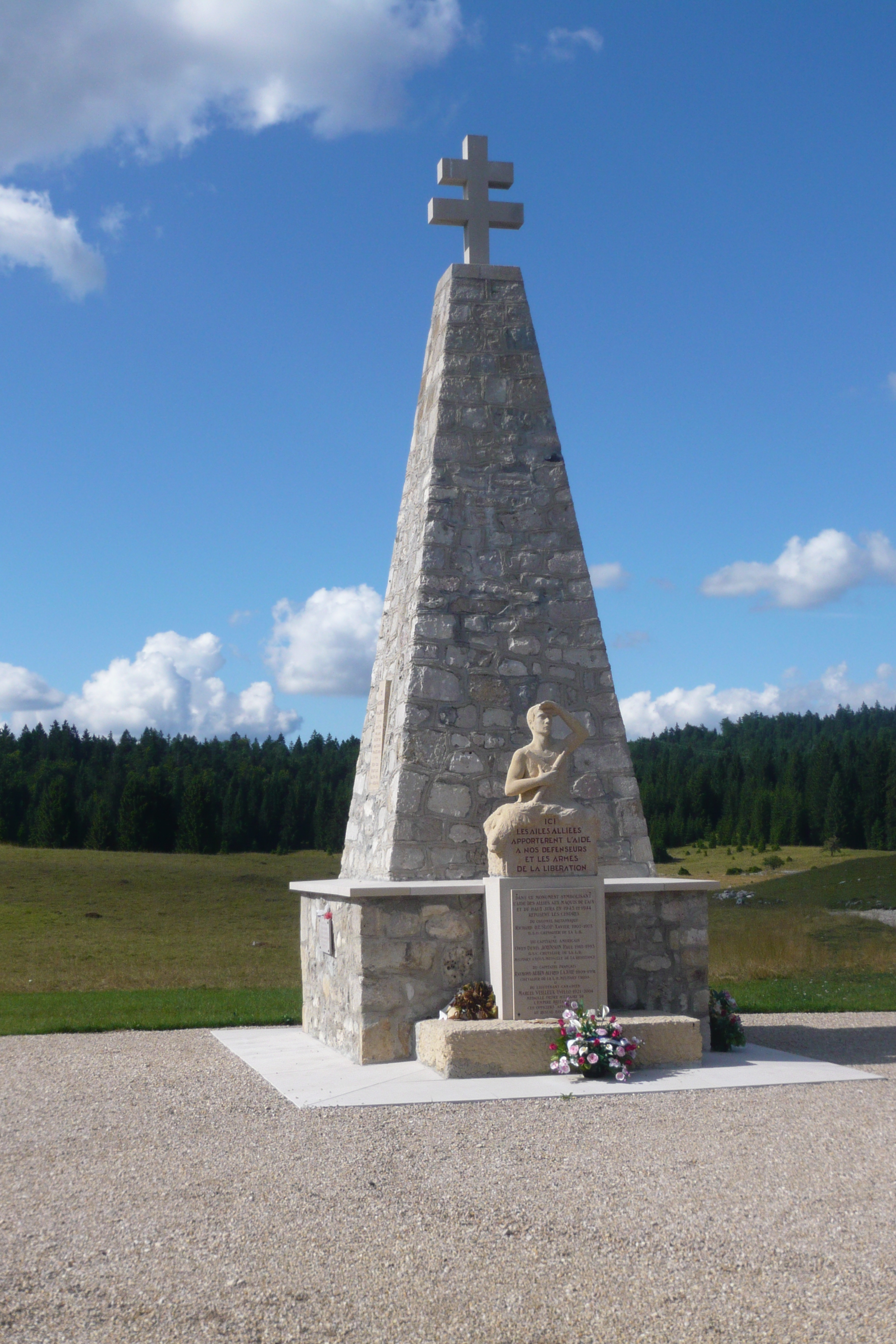
Monument aux Ailes Alliées à Échallon, dédié aux agents du Special Operations Executive

Après la libération du département de l'Ain, à partir du 16 décembre 1944, il commande le 3e bataillon du 99e régiment d'infanterie alpine sur le front des Alpes. Le 1er mars 1945, Noël Perrotot est promu capitaine. Du 28 janvier 1946 au 29 juillet 1957, il sert en Algérie.
Démobilisé, il s'installe à Oyonnax et y travaille dans l'industrie du plastique.

## Hommages
- Il existe une rue Noël-Perrotot à Montréal-la-Cluse.
- Son nom est inscrit sur le monument commémoratif des parachutages des armées alliées d'Échallon[5].